# You'll Come 'Round
You'll Come 'Round è una canzone incisa e pubblicata come singolo dalla rock band inglese Status Quo nel 2004.

## La canzone
Con l'inizio del nuovo millennio si ricostituisce la storica coppia di autori Rossi-Young e la band, ormai tra le più longeve del panorama musicale britannico, ritorna tonificata a sfornare il grande rock delle origini.
Fondato sulla robusta sezione ritmica di Edwards e Letley, You'll Come ‘Round è un brano semplice e lineare ma nel contempo energico e vigoroso. A fare davvero la differenza sono i potenti riff di chitarra di Francis e Rick, che lo rendono irresistibile all'ascolto radiofonico.
You'll Come ‘Round è pubblicato il 20 settembre 2004 e viene premiato dal pubblico inglese col 14º posto in classifica. A questo punto gli Status Quo sono già nella leggenda: è il sessantunesimo singolo del gruppo a scalare le charts britanniche.

## Tracce
1. You'll Come Round (Single Edit) - 3:26 - (Rossi/Young)
2. Lucinda - 3:17 - (Edwards/Parfitt)
3. Down Down (Live) - 5:51 - (Rossi/Young)

## Formazione
- Francis Rossi (chitarra solista, voce)
- Rick Parfitt (chitarra ritmica, voce)
- Andy Bown (tastiere, chitarra, armonica a bocca, cori)
- John 'Rhino' Edwards (basso, voce)
- Matt Letley (percussioni)

## British singles chart
| "You'll Come ‘Round" nelle classifiche inglesi - ingresso: 25-09-2004 | "You'll Come ‘Round" nelle classifiche inglesi - ingresso: 25-09-2004 | "You'll Come ‘Round" nelle classifiche inglesi - ingresso: 25-09-2004 | "You'll Come ‘Round" nelle classifiche inglesi - ingresso: 25-09-2004 | "You'll Come ‘Round" nelle classifiche inglesi - ingresso: 25-09-2004 | "You'll Come ‘Round" nelle classifiche inglesi - ingresso: 25-09-2004 |
| Settimana                                                             | 01                                                                    | 02                                                                    | 03                                                                    | 04                                                                    |                                                                       |
| --------------------------------------------------------------------- | --------------------------------------------------------------------- | --------------------------------------------------------------------- | --------------------------------------------------------------------- | --------------------------------------------------------------------- | --------------------------------------------------------------------- |
| Posizione                                                             | 15                                                                    | 14                                                                    | 28                                                                    | 48                                                                    | uscito                                                                |